# Х̊
Cette page contient des caractères spéciaux ou non latins. S’ils s’affichent mal (▯, ?, etc.), consultez la page d’aide Unicode.
Х̊ (minuscule : х̊), appelé kha rond suscrit, est une lettre additionnelle de l’alphabet cyrillique utilisée en yazgoulami. Elle est composée du kha ‹ Х › diacrité d’un rond en chef.

## Représentation informatique
Le kha rond suscrit peut être représenté avec les caractères Unicode suivants :
- décomposé (cyrillique, diacritiques) :

| formes    | représentations | chaînes de caractères | points de code | descriptions                                             |
| --------- | --------------- | --------------------- | -------------- | -------------------------------------------------------- |
| capitale  | Х̊               | Х◌̊                    | U+0425 U+030A  | lettre majuscule cyrillique kha diacritique rond en chef |
| minuscule | х̊               | х◌̊                    | U+0445 U+030A  | lettre minuscule cyrillique kha diacritique rond en chef |

## Sources
- (en) « Yazghulami Dictionary », sur Webonary